# Miss Italia 2014
Miss Italia 2014 si è svolta il 14 settembre 2014. La sede è stata, per la seconda volta, il Palazzo del Turismo di Jesolo, dopo che l'organizzazione aveva dovuto rinunciare alla sede di Montecatini Terme. In onda per la seconda volta su LA7, e in simulcast su LA7d, è stata condotta per la prima volta da Simona Ventura. Per la prima volta inoltre, il concorso è stato trasmesso in diretta radio su Radio Kiss Kiss, con commentatori Francesco Facchinetti, Pippo Pelo e Giulia Arena.
Vincitrice della kermesse è stata la ventenne Clarissa Marchese di Ribera (AG), terza siciliana di fila a vincere il concorso. Seconda classificata Sara Nervo di Godega di Sant'Urbano (TV), e infine terza Giulia Salemi di Piacenza.

## Piazzamenti
| Risultato finale | Concorrente |
| ---------------- | --- |
| Miss Italia 2014 | - – Clarissa Marchese (23)                                                                                        |
| 2ª classificata  | - – Sara Nervo (09)                                                                                               |
| 3ª classificata  | - – Giulia Salemi (03)                                                                                            |
| 4ª classificata  | - – Claudia Filipponi (16)                                                                                        |
| 5ª classificata  | - – Sara Battisti (19)                                                                                            |
| Top 8            | - – Melissa Arici (06) - – Soleil Anastasia Sorge (10) - – Nicole Di Santo (11)                                   |
| Top 12           | - – Giorgia Orlandi (02) - – Sara Affi Fella (05) - – Anna Giulia Sant (20) - – Elisa Piazza Spessa (22)          |
| Top 16           | - – Rosaria Deborah Alex Cerlino (01) - – Veronica Fedolfi (07) - – Deborah Messina (15) - – Sara Pagliaroli (24) |

## Titoli speciali nazionali
- Miss Cinema: Rosaria Deborah Alex Cerlino
- Miss Eleganza: Rosaria Aprea
- Miss Curvy Cotonella: Sara Affi Fella
- Miss Miluna: Claudia Filipponi
- Miss Wella Professionals: Sara Nervo
- Miss Rocchetta Bellezza: Melissa Arici
- Miss Kia: Maria Chiara Vinci
- Miss Sport Lotto: Giulia Salemi
- Miss Simpatia Interflora: Federica Armaleo (che eredita la fascia da Clarissa Marchese)
- Miss Sorriso Blanx: Elisa Piazza Spessa
- Miss Diva e Donna: Melissa Arici
- Miss Tv Sorrisi e Canzoni: Giulia Salemi
- La voce più bella Radio Kiss Kiss: Elisa Piazza Spessa

## Le concorrenti
- 01) Rosaria Deborah Alex Cerlino (Miss Cotonella Basilicata)
- 02) Giorgia Orlandi (Miss Rocchetta Bellezza Lazio)
- 03) Giulia Salemi (Miss Sport Lotto Emilia-Romagna)
- 04) Noemi Gennaro (Miss Liguria)
- 05) Sara Affi Fella (Miss Curvy Kia Molise)
- 06) Melissa Arici (Miss Linea Sprint Lombardia)
- 07) Veronica Fedolfi (Miss Toscana)
- 08) Anna Cataletti (Miss Miluna Campania)
- 09) Sara Nervo (Miss Veneto)
- 10) Soleil Anastasia Sorge (Miss Abruzzo)
- 11) Nicole Di Santo (Miss Wella Professionals Sardegna)
- 12) Rosaria Aprea (Miss Rocchetta Bellezza Campania)
- 13) Valentina Paganotto (Miss Kia Piemonte)
- 14) Matilde Silingardi (Miss Linea Sprint Emilia-Romagna)
- 15) Deborah Messina (Miss Linea Sprint Sicilia)
- 16) Claudia Filipponi (Miss Cotonella Marche)
- 17) Alessia Reda (Miss Wella Professionals Calabria)
- 18) Federica Armaleo (Miss Miluna Lazio)
- 19) Sara Battisti (Miss Miluna Trentino-Alto Adige)
- 20) Anna Giulia Sant (Miss Curvy Cotonella Friuli-Venezia Giulia)
- 21) Carmen Caramia (Miss Kia Puglia)
- 22) Elisa Piazza Spessa (Miss Wella Professionals Lombardia)
- 23) Clarissa Marchese (Miss Sport Lotto Sicilia)
- 24) Sara Pagliaroli (Miss Rocchetta Bellezza Lombardia)

## Riserve
- 25) Marika Zoccarato (Miss Rocchetta Bellezza Veneto)
- 26) Giulia Carnevali (Miss Marche)

## Finaliste per Regione
| Finaliste | Regione               |
| --------- | --------------------- |
| 7         | Lazio                 |
| 5         | Campania              |
| 5         | Lombardia             |
| 4         | Abruzzo               |
| 4         | Marche                |
| 4         | Sicilia               |
| 3         | Calabria              |
| 3         | Liguria               |
| 3         | Puglia                |
| 3         | Sardegna              |
| 3         | Trentino-Alto Adige   |
| 3         | Veneto                |
| 2         | Basilicata            |
| 2         | Emilia-Romagna        |
| 2         | Friuli-Venezia Giulia |
| 2         | Piemonte              |
| 2         | Toscana               |
| 2         | Umbria                |
| 1         | Molise                |
| 0         | Valle d'Aosta         |

## Giuria
- Alena Šeredová (presidente di giuria)
- Marco Belinelli
- Emis Killa
- Alessandro Preziosi
- Sandro Mayer

## Ospiti
- Chiara
- Francesco Sarcina
- Pink Is Punk, Frency King e DJ Brina

## Ascolti TV

### Semifinali
Le semifinali del concorso sono state trasmesse l'11 e il 12 settembre in seconda serata su LA7.
| Puntata | Messa in onda     | Telespettatori | Share |
| ------- | ----------------- | -------------- | ----- |
| 1       | 11 settembre 2014 | 431.513        | 3.53% |
| 2       | 12 settembre 2014 | 306.000        | 3,07% |

### Serata finale
La finale di Miss Italia 2014 trasmessa su LA7 ottiene 769.000 spettatori e il 3.19% nella presentazione e 1.086.000 spettatori  con il 6,46% nel programma vero e proprio. In simulcast su LA7 e LA7d ha ottenuto invece 1.213.181 spettatori e il 7,22% di share.
| Messa in onda     | LA7            | LA7   | LA7d           | LA7d  | LA7 + LA7d     | LA7 + LA7d |
| Messa in onda     | Telespettatori | Share | Telespettatori | Share | Telespettatori | Share      |
| ----------------- | -------------- | ----- | -------------- | ----- | -------------- | ---------- |
| 14 settembre 2014 | 1.086.000      | 6,46% | 127.181        | 0,74% | 1.213.181      | 7,22%      |